# ガーゴイル・トゥルーパーズ
『ガーゴイル・トゥルーパーズ』（原題：Reign of the Gargoyles) は、2007年3月24日アメリカのSyfyで放映されたテレビ映画。
日本では劇場未公開で、2008年7月4日にオリジナルビデオとしてリリースされた。

## キャスト
- ガス - ジョー・ペニー
- ウィル - ウェス・ラムジー
- ディーコン - ショーン・マーホン
- チック  - ビリー・ラッシュ
- ソフィー - ジュリア・ローズ
- コマンダー・レイサム - ジョン・アシュトン